# کاخ فدرال
کاخ فدرال (به آلمانی: Bundeshaus, ایتالیایی: Palazzo federale, رومانش: Chasa federala، به لاتین: Curia Confœderationis Helveticæ) به ساختمانی در برن اطلاق می‌شود که محل استقرار مجلس فدرال سوئیس (قانونگذار) و شورای فدرال (مجریه) است. طول کلی آن بیش از ۳۰۰ متر (۹۸۰ فوت) بوده و متشکل از یک ساختمان مجمع مرکزی و دو بال (شرقی و غربی که محل استقرار ادارات دولتی و یک کتابخانه است. این نام در زبان آلمانی و رومانشی هر دو به معنی «خانه فدرال» است، در حالی که برپایه زبان‌های فرانسه و ایتالیایی هر دو به «کاخ فدرال» ترجمه می‌شوند. کلمه لاتین curia از روم باستان سرچشمه گرفته‌است و در اصل به معنای مجلس بود و بعداً برای جاهایی که اعضای مجلس سنای روم ملاقات می‌کردند و مرتبط با کاخ فدرال بود، استفاده می‌شد.

## تاریخچه
این ساختمان توسط معمار هانس ویلهلم آئور طراحی و بین سالهای ۱۸۹۴ و ۱۹۰۲ توسط ۱۷۳ شرکت و ۳۳ هنرمند سوئیسی ساخته شده‌است. افتتاح آن در ۱ آوریل ۱۹۰۲ انجام شد. هزینه کل ساخت آن، در آنزمان ۷۱۹۸۰۰۰ فرانک سوئیس بود.

## نمای شمالی

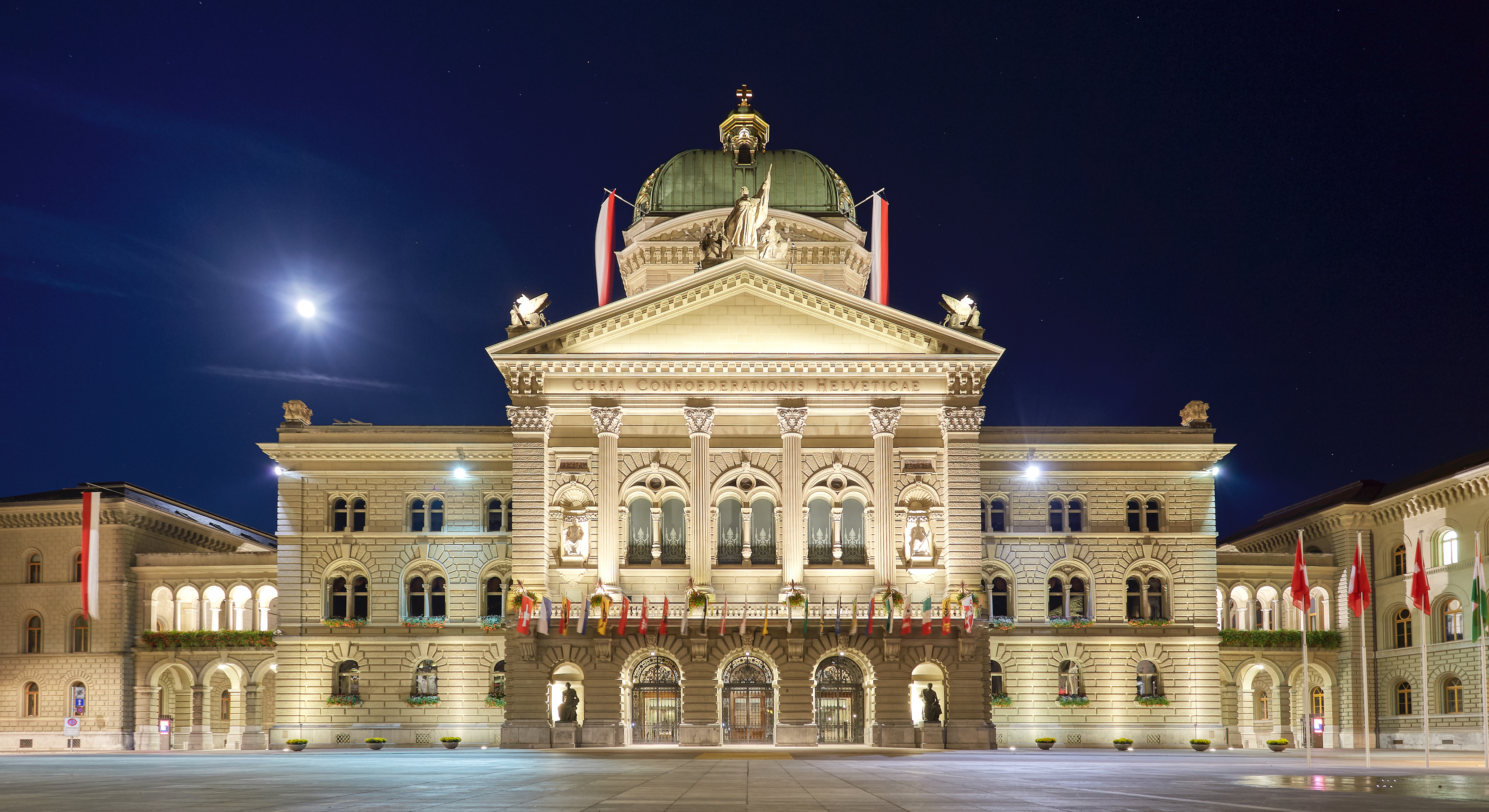
نمای شمالی در شب.

ورودی مرکزی که رو به میدان فدرال (بوندسپلاتز) است و به یک سالن گنبدی باز می‌شود، نمای کتیبه مجلس فدرال سوئیس را در بر می‌گیرد که روی یک رشته ستون قرار دارد.

## سازمان
- مجمع فدرال
  - شورای ملی
  - شورای ایالت‌ها
- تالار گنبد
- مرکز بازدید کنندگان[۲]

بال غربی
- شورای فدرال[۳]
- صدراعظم فدرال سوئیس
- وزارت امور خارجه فدرال
- وزارت دادگستری و پلیس فدرال
- اتاق کارل لوتز.[۴]

بال شرقی
- وزارت امور اقتصادی، آموزش و تحقیقات فدرال
- وزارت دفاع، حفاظت از مدنی و ورزش فدرال

## نگارخانه

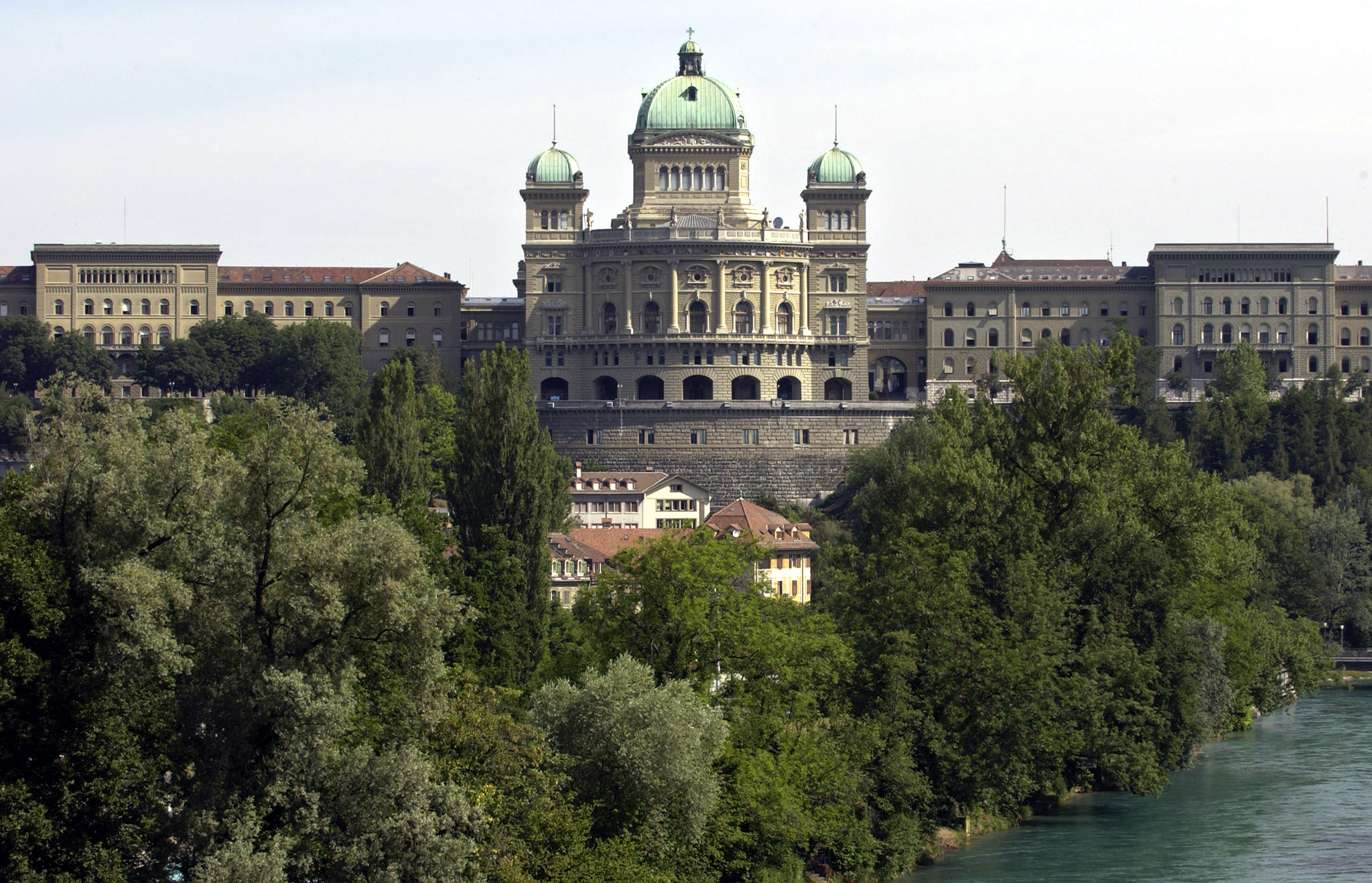
کاخ فدرال از جنوب ، با بالهای غربی و شرقی
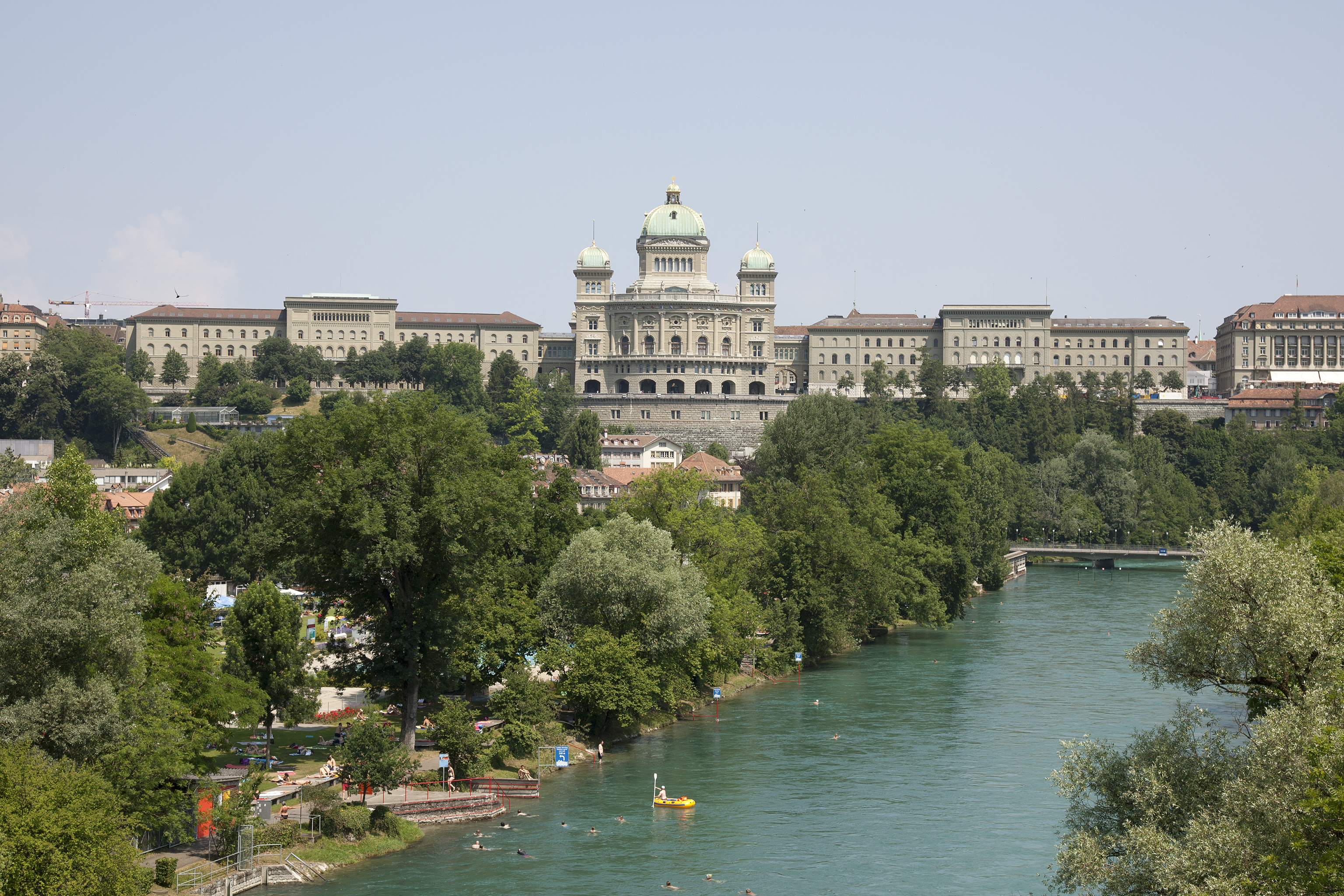
ضلع جنوبی کاخ فدرال ، با رودخانه Aare در پیش زمینه
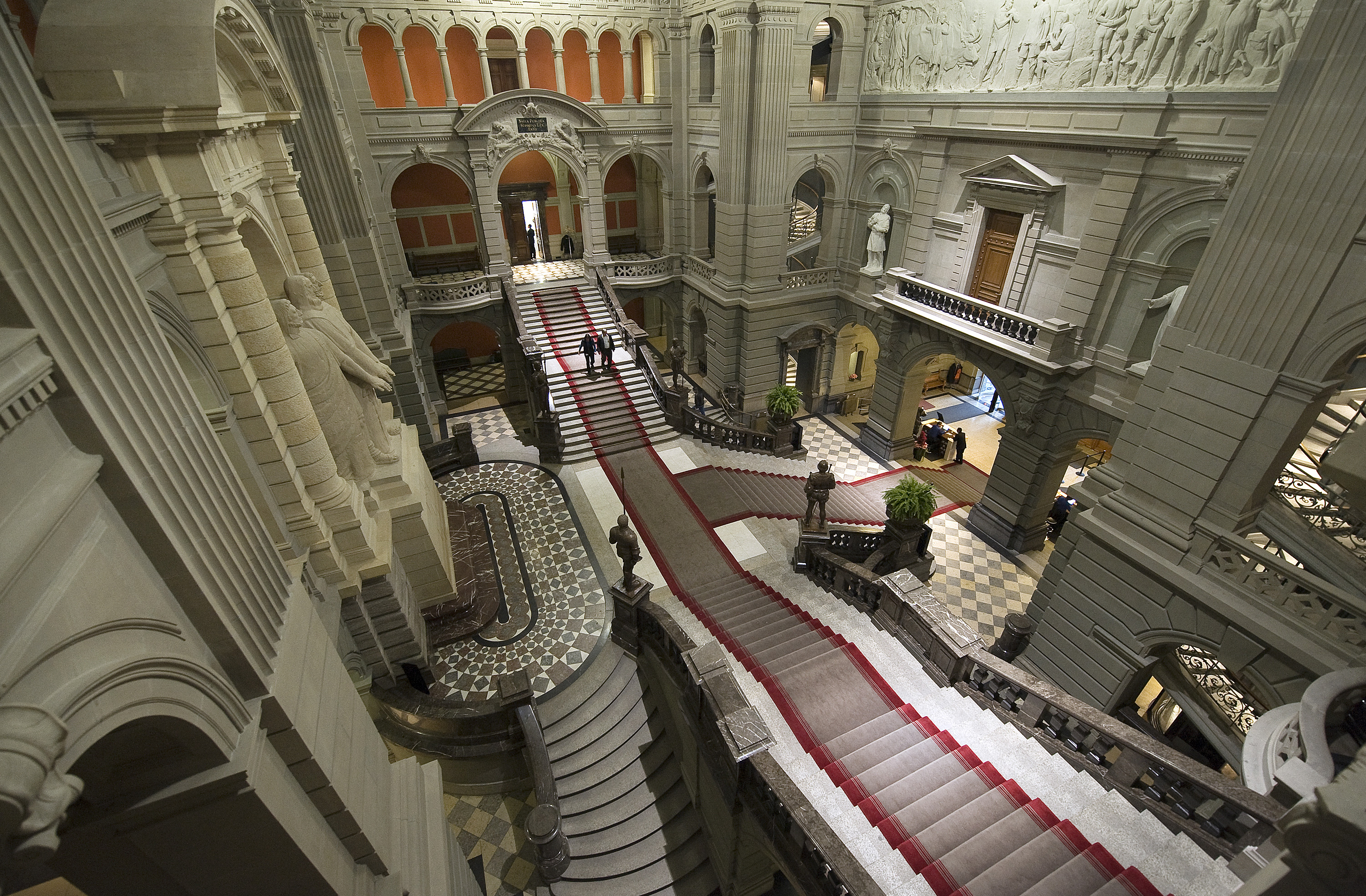
سالن گنبدی مرکزی
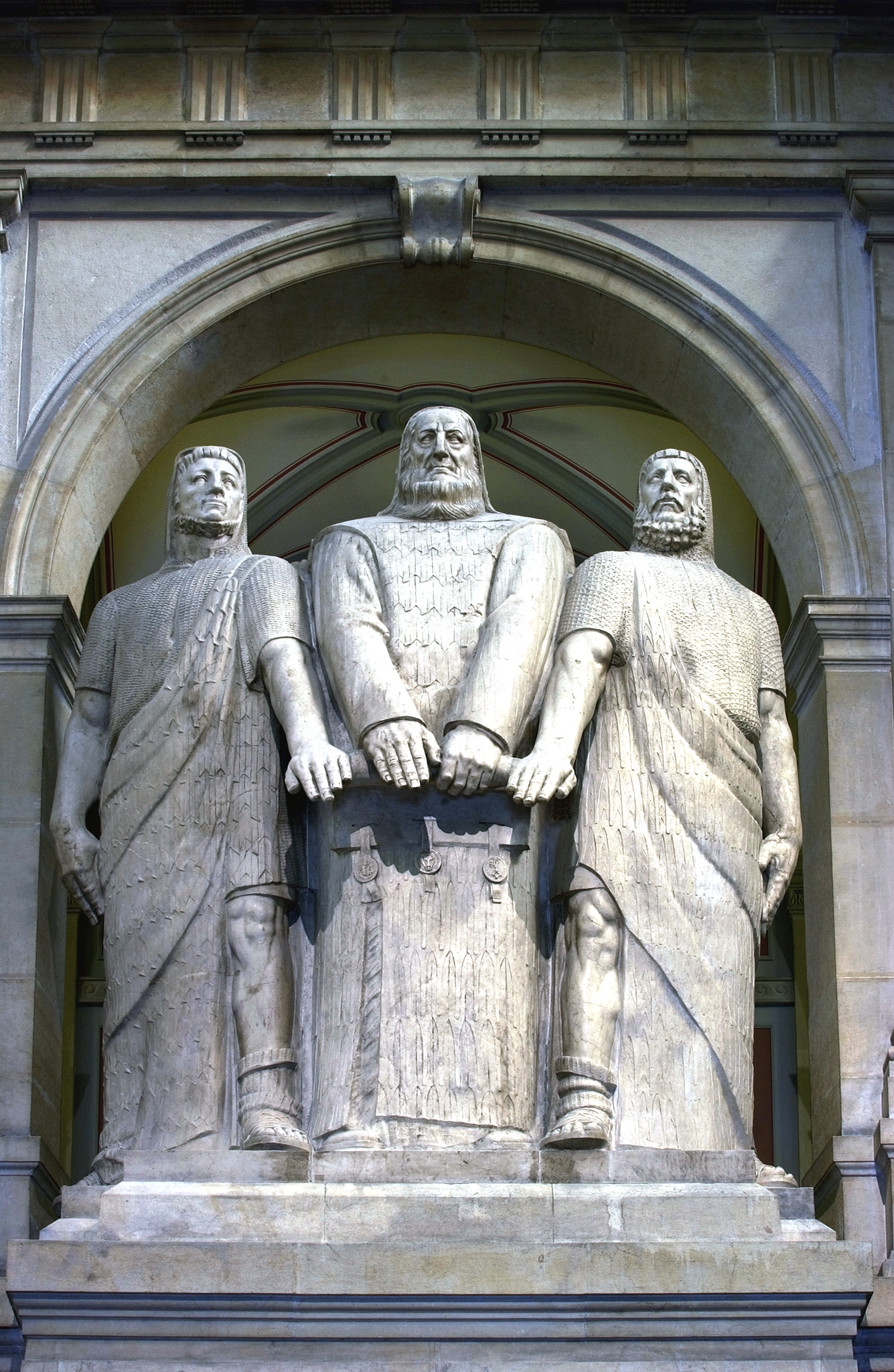
سه متفقین
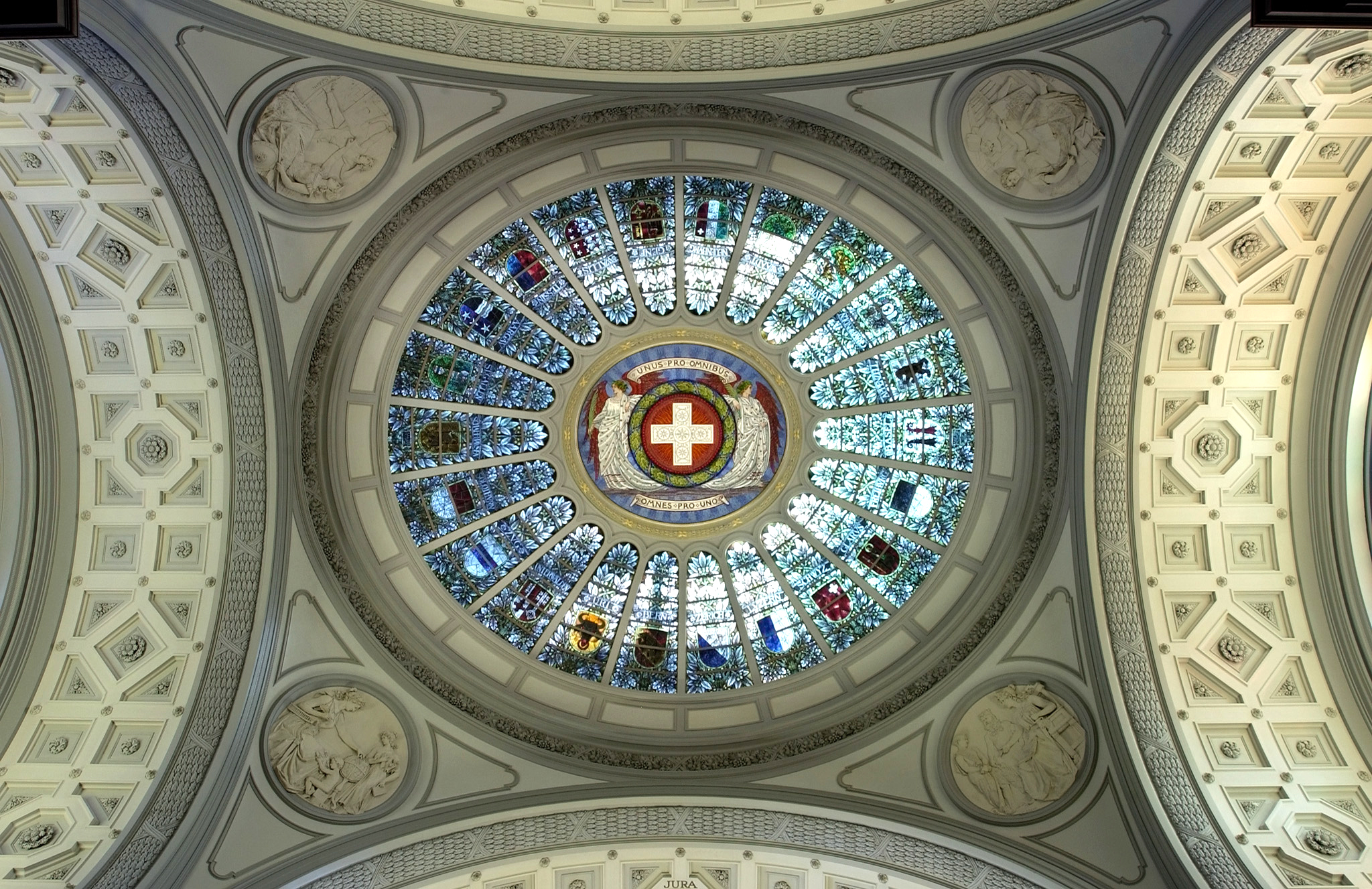
گنبد کاخ فدرال. نام جورا را می‌توان در پایین تصویر خواند ، نشان می‌دهد که نشان ملی کانتون پس از جدایی از برن در سال ۱۹۷۹ کجا قرار گرفته‌است
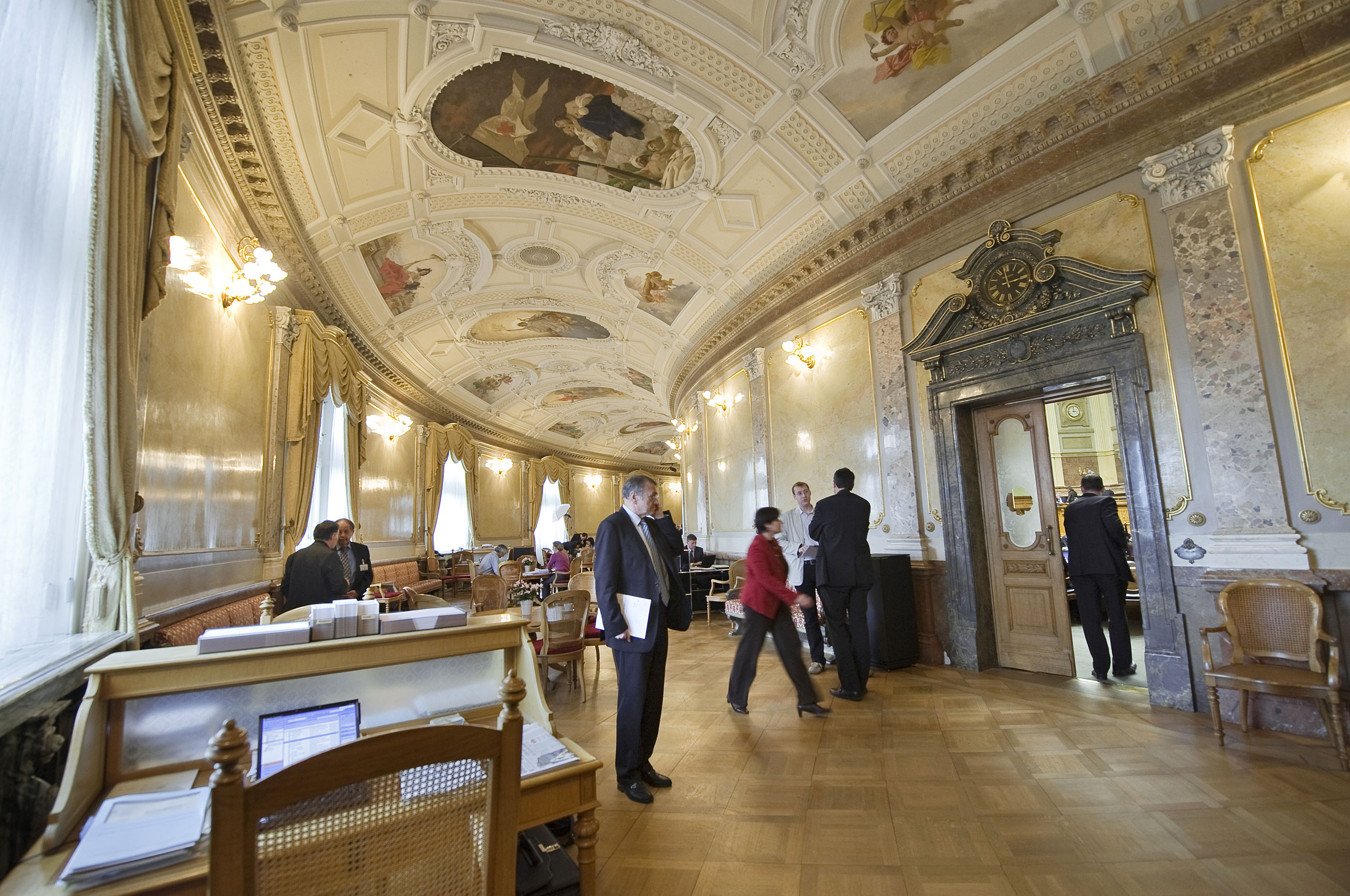
Salle des pas perdus
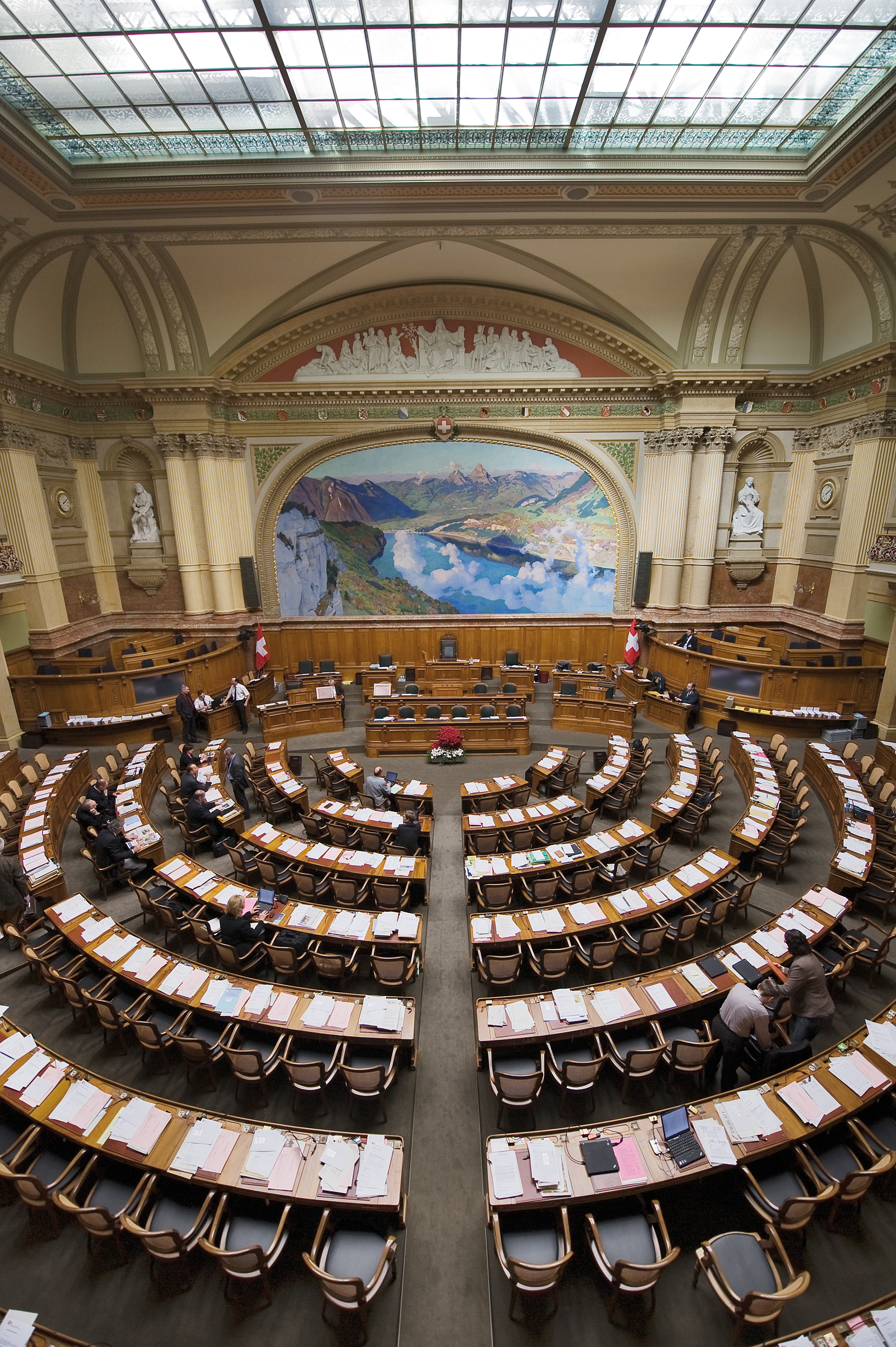
اتاق شورای ملی (و مجمع متحد فدرال متحد )
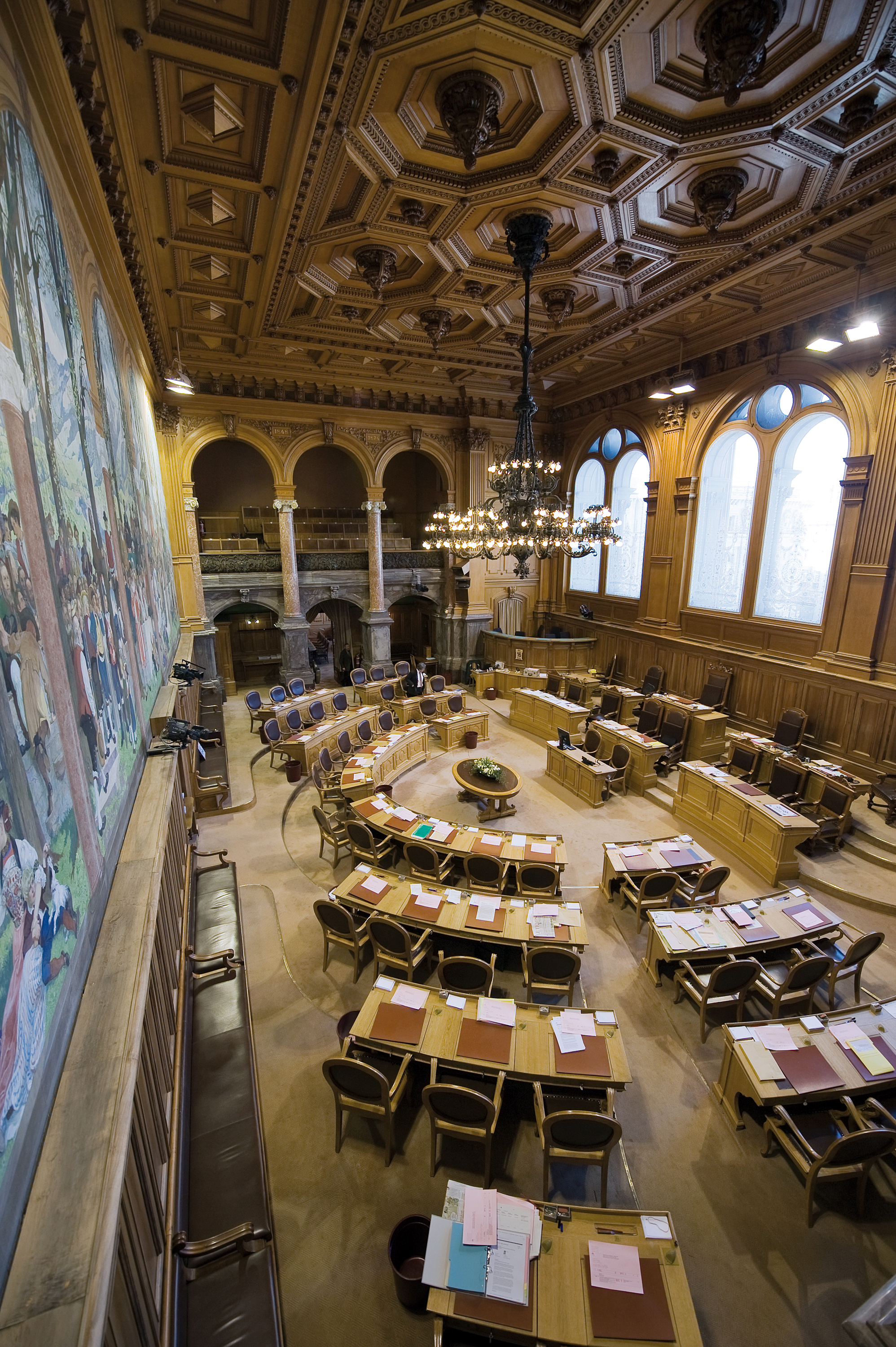
اتاق شورای ایالت
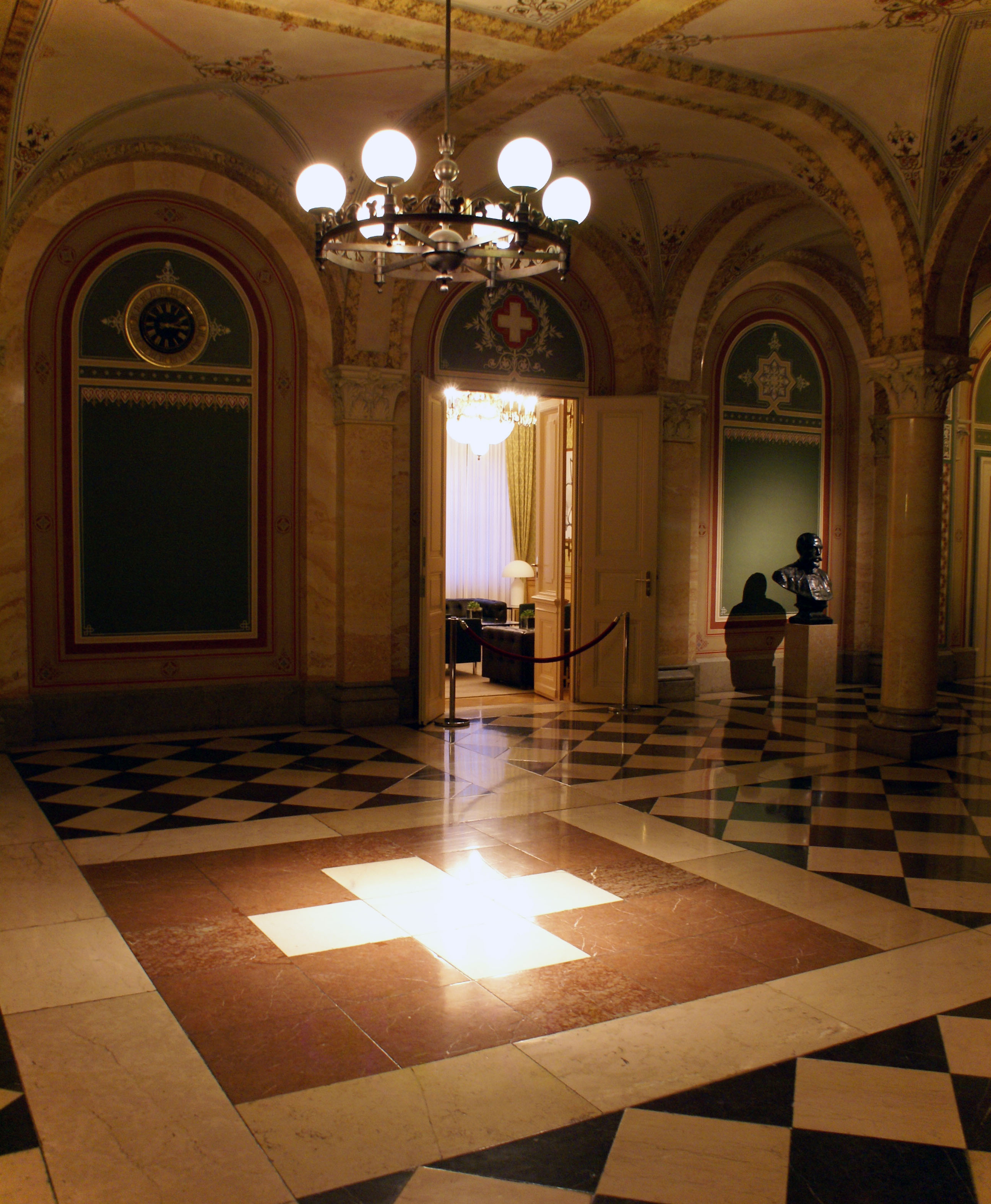
داخل بال غربی ساختمان
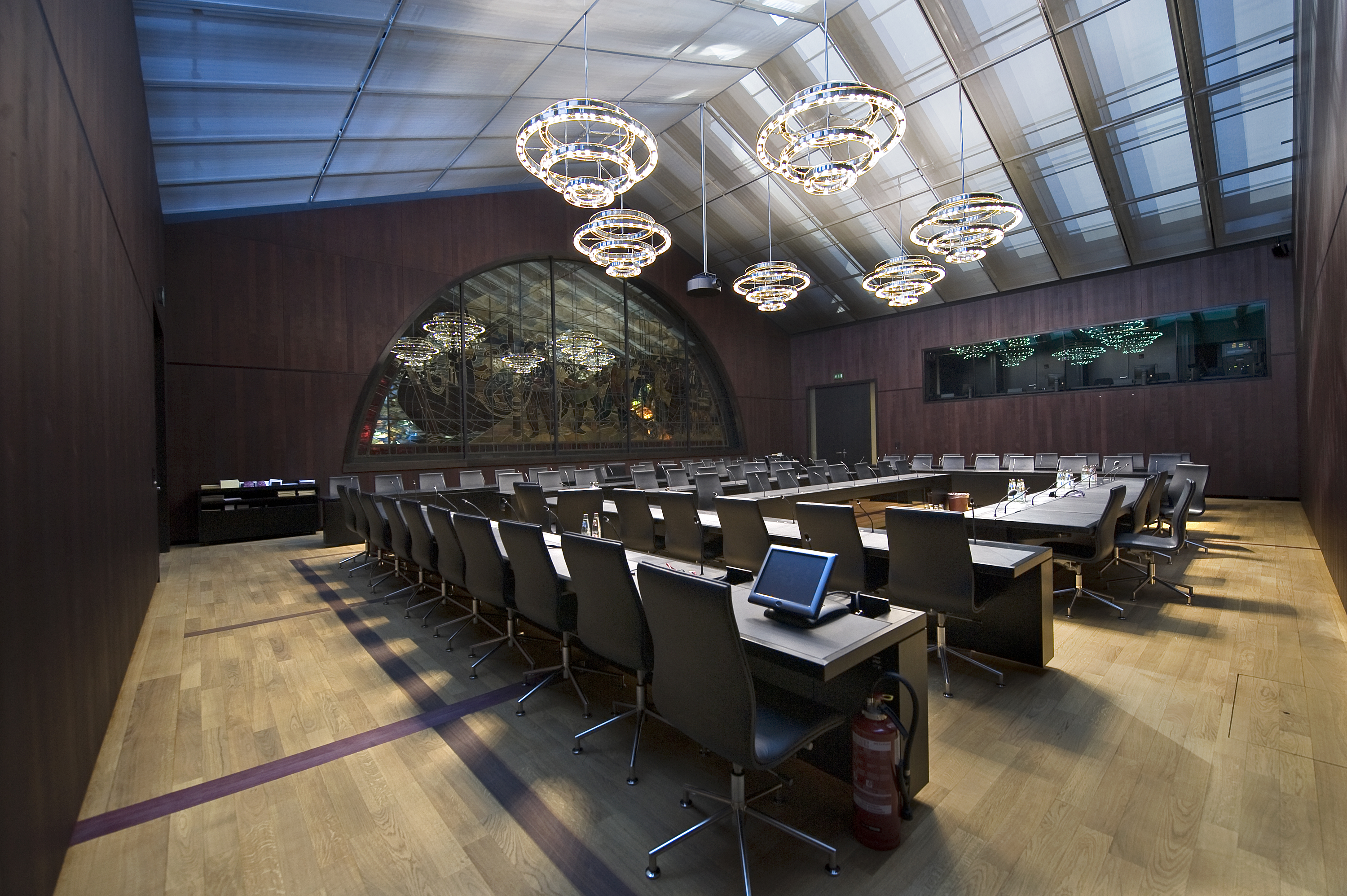
اتاق جلسات احزاب سیاسی
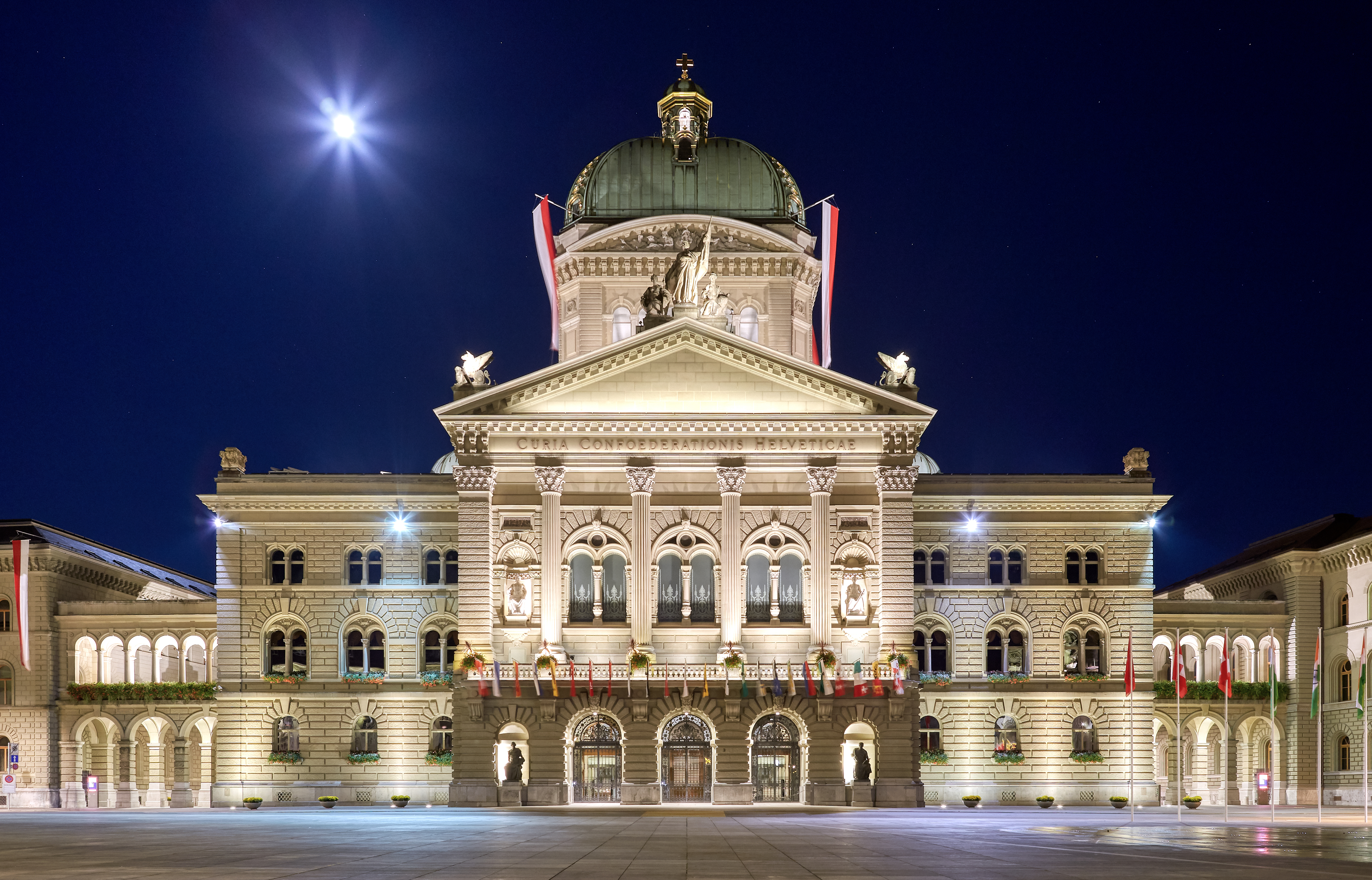
پرچم‌های کامل در هنگام بازدید از کشور
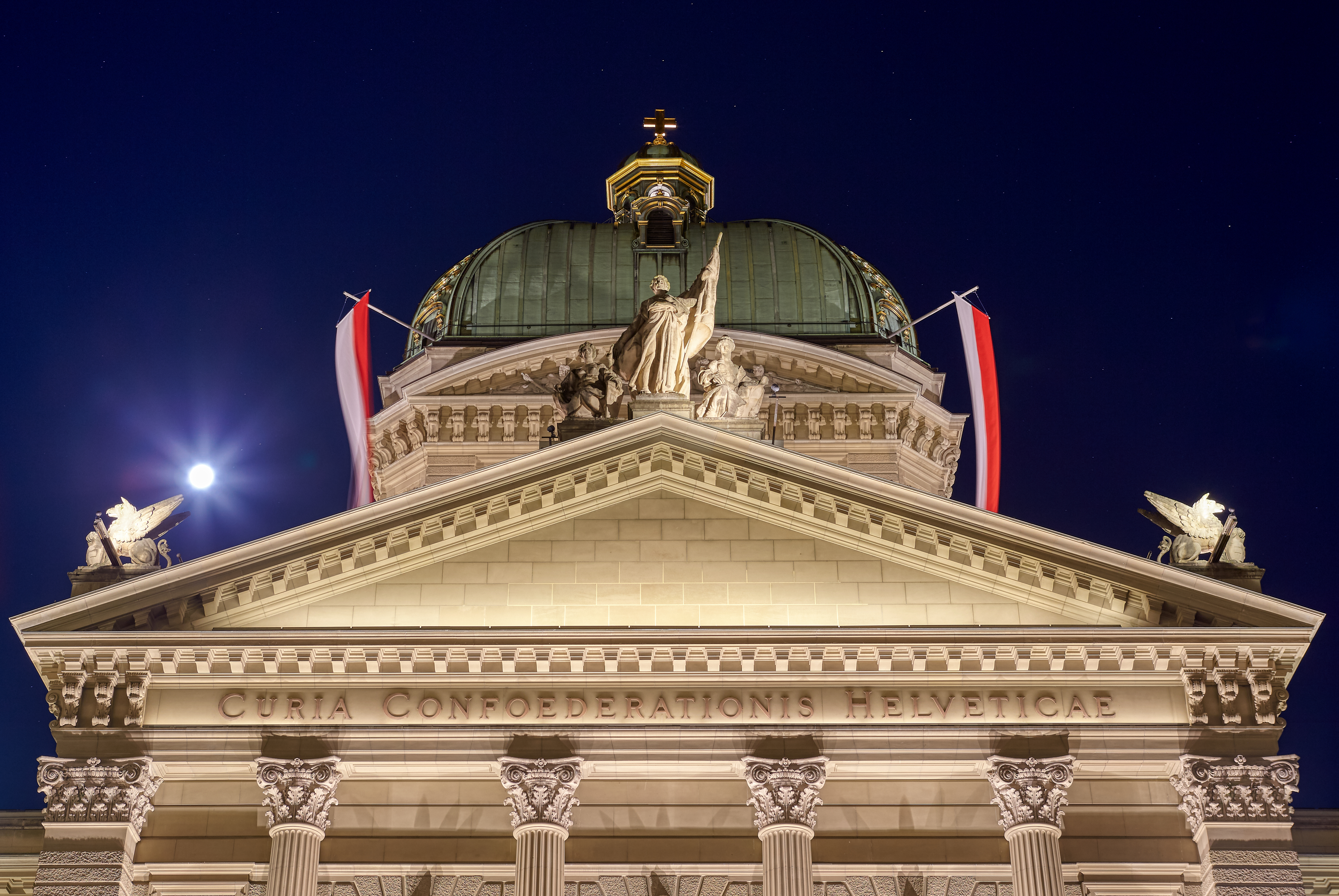
فوندانسی با کتیبه و مجسمه سازی تمثیلی